# Mohammed Musa (futebolista sudanês)
Mohammed Musa (3 de maio de 1984) é um futebolista sudanês que atua como defensor.

## Carreira
Mohammed Musa representou o elenco da Seleção Sudanesa de Futebol no Campeonato Africano das Nações de 2012.